# Exocentrus parterufipennis
Exocentrus parterufipennis là một loài bọ cánh cứng trong họ Cerambycidae.